# オーディン (マーベル・コミック)
オーディン・ボーソン・ザ・オール・ファーザー（Odin Borson, the All-Father）は、マーベル・コミックが発行するアメリカン・コミックスに登場する架空のキャラクターである。
このキャラクターはソーの父親にして“アスガルド”の王として描かれている。

## 発行履歴
1962年11月にスタン・リーとジャック・カービーに創造され、『Journey into Mystery』第86号でデビューした。

## キャラクター経歴
北欧神話によれば、オーディンは最初のアスガーディアンの一人である父ボーと霜の巨女の母ベストラの息子であり、ヴィリとヴェの実の兄である。兄弟たちの助けを借りて、幼いオーディンは炎の悪魔スルトを倒した。その後、オーディンは兄弟たちをスルトによって殺されたが、彼らの力を与えられ、スルトは地球に封印された。それからオーディンは“アスガルド”の支配者となり、そこでザ・オール・ファーザーの諡を受け、やがて女神ガイアと恋に落ち、彼女との間に生まれたソーの父となる。ソーの誕生後、オーディンはアスガルドに戻り、フリッガを妻とし、巨人の王のラウフェイの血を引く子どものロキも養子に迎えた。だが、自身の意図とは裏腹に、ソーとロキは仇敵となる運命にオーディンは直面することとなった。
また、ソーのミッドガルド（地球）への執着に常に悩んでいたオーディンは、罰としてソーの力を少なくとも3度は奪っている。そのたびにソーは罪を償おうとし、高潔な意思を持ち続け、勇敢さも手伝って、元の力とアイデンティティを取り戻した息子をオーディンは最終的に認めるようになった。
アスガルドの支配者であり守護者であるオーディンは、ロキ、嵐の巨人スカッグ、スルトを（ソーとバルダーの助けを借りて）阻止した一件をはじめ、この他、アスガルドのほぼすべてを吸収したカール・クリール/アブソービング・マンを倒し、怪物マンゴグを追放。“ラグナロク”を止める知恵を得るためにミーミルに右目を捧げ、デストロイヤー”の鎧に身を包んだ“セレスティアルズ”を阻止し、異次元の暴君ドーマムゥと“コズミック・チェス”での対戦。そして、スルトが破滅の剣“トワイライト”を放つのを阻止するなど、アスガルドや地球を脅かす数々の危機に関与してきた。
そんなオーディンは、アスガルドを守るために3度死んだ。1度目はマンゴグに殺され、後にヘラによって蘇生された。2度目は、セレスティアルズがソー以外のすべてのアスガーディアンと共に息の根を止められてしまい、ソーが各パンテオンから集めたエネルギーの一部を使ったことで復活し、自身はアスガーディアンを復活させた。
3度目では、地球上でスルトと繰り広げたの大規模な戦いで生命を落とし、その際に自身の力の源であるオーディン・フォースが息子のソーに移った。ソーがラグナロクによるアスガルド滅亡を阻止すると、生前の姿をしたオーディン・フォースとして現れ、これは最初から自身の計画だったのだと語った。

## パワー・その他の戦力
オーディンは、通常のアスガーディアンを遥かに凌ぐ超人的な力、スタミナ、耐久力を持ち、地球上のあらゆる病気や毒素に対する免疫力、魔法に対する驚異的な抵抗力、そしてイドゥンの黄金のリンゴの恩恵として、大幅に延長された寿命を有している。オーディンは息子ソーの全ての能力と同等のものを持つが、その程度ははるかに高く、オーディンは強力なエネルギー源である“オーディンフォース”を操ることができ、エネルギー投射、イリュージョンやフォース・シールドの生成、空中浮遊、分子操作、アスガルドと地球ほどの途方もない長距離でも他のアスガーディアンと交信できるテレパシー、催眠術、アスガルドから地球に向けて放つ稲妻、全てのアスガルド人の生命力の操作、次元間テレポーテーション、全人類を異次元へ転送、時間停止、遠い惑星の残骸を引き寄せての攻撃、メフィストの魂の奪取、銀河系全体の破壊、ギャラクタスのような存在と特定の条件で交戦できるなど、いくつもの物語においてオーディンは普遍的、あるいは壮大な力を持つ存在として描かれてきた。
オーディンはまた、戦術と策略の達人でもあり、ラグナロクを阻止してきたと同時に、何世紀にもわたってセレスティアルの到来を計画していた。
しかし戦闘では年に一度、アスガルドの冬の間、オーディンは再生のために24時間“オーディンスリープ”をしなければならないが、カーニラのような敵の強力な呪文によって弱体化することがある。
同じような力を持つ相手と戦うためにオーディンは、金属“ウル”で作られたアーティファクトである魔法の槍グングニル（"天の槍"）を携えており、オーディンフォースが流しこまれているが、これが無くてもグングニルはソーのハンマーに匹敵するほどの力を発揮する。
また、8本足の軍馬スレイプニルや、「宇宙の海」を航行し玩具の大きさまで縮小できる魔法の船“スキップブラッドニル”を使うこともある。

## その他のバージョン

### 『スパイダー・パンク』
『スパイダー・パンク』の世界におけるオーディンは、エリック・マスターズ/サンダーストライクの力の源である。

### 『アルティメット・マーベル』
『アルティメット・マーベル』の世界では、“アース1610”におけるオーディンが登場。このバージョンはアスガルドの体現者であり、ムジョルニアと“ノルン・ストーンズ”の力の源である。彼は殺されたものの、霊としてソーを助けるために戻って来た。

## MCU版
『マーベル・シネマティック・ユニバース』（MCU）では、アンソニー・ホプキンスが演じた。日本語吹替は浦山迅が担当。
本項は、“アース616”（正史の宇宙）におけるオーディンを主軸として表記する。

### キャラクター像
北欧神話の主神にして、戦争と魔術を司る全能の神“オーディン”のモデルであり、“アスガルド”の国王。ソーやヘラの実父にしてロキの養父であり、この世の始まりからアスガルドと“九つの世界”の民を守ってきた。その寿命はゆうに50万年を超える。嘗ての“氷の巨人群”との戦いで右目を失ったため、右眼窩にアイパッチをはめ込んでいる。
8本脚の馬“スレイプニル”を愛馬とするほか、自身の強力なパワーを失うと“オーディンの眠り”につくが、この世のすべてを見通す力を持つことから昏睡中でも外界の様子を察知できる力も持つ。自身も“ムジョルニア”を扱えうことができ、息子たちや愛妻のフリッガからは厚く尊敬され、アスガルドの戦士たちからも忠誠を誓われているほど公正で慈悲深いが、時には差別的な行動や、柔軟さに欠け、理性を失う様子を見せることもあり、完全に純潔な神とも言えない人物である。

### 『ホワット・イフ...?』版
他の並行世界に存在するオーディンの“変異体”。ほぼ正史のオーディンと同様のキャラクター像である。
オーディン（アース72124）
“アース72124”におけるオーディン。現在のところ、“オーディンの眠り”についた状態でのみ登場。

### 武装
甲冑
真紅のケープが付属し、ソーの鎧と酷似した絢爛豪華な装具。
兜
ロキのものとは異なる形状の角飾りが付いた黄金の兜。
グングニル
北欧神話の槍“グングニル”のモデルであり、“王の杖”・“万能の槍”と言われる、アスガルドの王位のシンボルたる黄金色の長杖。一振りで巨人を薙ぎ倒す威力と炎状の光弾を放つ能力を有し、“デストロイヤー”を操る媒体としても、“ビフレスト”を起動させるキーとしても使用できる。

### 各作品における描写
『マイティ・ソー』
本作でMCU初登場。アスガルドの王位継承の戴冠式では、我が物顔で大衆の前に登壇したソーに唖然としつつも、式を執り行うが、武器庫に氷の巨人群が侵入したため、デストロイヤーを起動して巨人を退治し、式を中止させる。協定を破った巨人たちとの戦いを望むソーを制するが、ソーたちの“ヨトゥンヘイム”襲撃を見逃してしまった。ロキの知らせを受けた衛兵の告げ口により、スレイプニルを駆ってヨトゥンヘイムへ降臨し、共闘を呼びかけるソーを一喝すると、ラウフェイには陳謝・説得し、彼の攻撃をかわして何とかソーたちをアスガルドへ連れ帰り、事態を収拾した。しかしソーと激しい口論となり、彼の心無い罵声に傷付き、激怒してソーのパワーとムジョルニアを取り上げ、ビフレストで地球に追放し、ムジョルニアも後を追わせるように地球へ投げ込んだ。
ロキが自分の出自を疑問に感じた際には、ついにその真相を話すが、“オーディンの眠り”が突然訪れて昏睡状態となった。
物語後半でロキの策謀に利用されたラウフェイに寝込みを襲われるが、ロキに事実上救われた。その後、ソーとロキが対決するなかで目覚め、ビフレストを破壊した反動で宇宙へ漂流しかけた息子たちを救った。ロキが宇宙の彼方へ消えたことで喪失感を覚えるものの、大きく成長して自身の下に帰ってきたソーの姿には、満足感を得る
『マイティ・ソー/ダーク・ワールド』
本作ではソーが連れ帰ったジェーン・フォスターを、招かれざる客として追いだそうと兵士に指示したり、フリッガが“ダーク・エルフ”らによって命を奪われると、ソーの提案を却下して徹底抗戦する姿勢を訴える様子も見せる。
ロキを糾弾して一生牢獄で暮らすことを言い渡した一方で、九つの世界の暴動を鎮めたソーを褒め称え、王座の継承を進言するが、息子の心ここに在らずな様子も指摘した。アスガルドに招かれたジェーンを一度は他所者扱いしたものの、彼女に“エーテル”が寄生したと知り、ソーたちにエーテルとダーク・エルフの伝承を説き、ジェーンを匿うことを決意する。だがダーク・エルフ侵攻時に奮戦虚しく、フリッガを手に掛けられてしまい、彼女の葬儀の後に「次襲ってきたら我が軍が迎え撃ち、必ず勝つ」と発言してソーを驚かせた。
だがソーに協力したヘイムダルから反逆を告げられるシーンと、“スヴァルトアールヴヘイム”の捜索から帰還したエインヘリャルの兵士（ロキ）からの報告を受けるシーンで本作における出番を事実上終え、消息不明となる。
『マイティ・ソー バトルロイヤル』
本作では、ヘラに関する過去が明かされると共に、その生涯を終えることになる。
ロキにより記憶を封じられてひそかに地球へ追放され、ニューヨークの老人ホームに入れられており、その後スティーヴン・ストレンジ/ドクター・ストレンジに発見されるが、自身は記憶が徐々に戻りつつも、死期が近づいていることを悟って追放を受け入れ、地球に滞在することを選んでいた。
ノルウェーの海岸でソーとロキに再会すると、自身に対するロキの所業を責めずに、ヘラの存在とアスガルドに危険が迫っていることを告げ、父親から愛する息子たちへのメッセージとして、2人で協力してヘラに挑むようにと言葉をかけ、光の粒子となって消滅し、帰らぬ人となる。
死後は、ソーが垣間見る幻影に現れて彼を導き、ヘラに太刀打ちできずに戦意喪失しかけたソーに励ましの言葉を送り、これがソーの力の完全覚醒へと繋がる。
『ホワット・イフ...?』
シーズン1第7話
アース72124におけるオーディンが、物語の冒頭のみに登場。

## その他のメディア

### テレビアニメ
- 『マーベル・スーパーヒーローズ』：『マイティ・ソー』パートに登場。レン・カールソンが声をあてた[36]。
- 『ロボット・チキン』 ：シーズン4第80話『Dear Consumer』に登場。グレッグ・グランバーグが声をあてた。
- 『スーパー・ヒーロー・ギャング』：ジェス・ハーネルが声をあてた。
- 『The Avengers: Earth's Mightiest Heroes』：クランシー・ブラウンが声をあてた[36]。
- 『アルティメット・スパイダーマン』：シーズン1第9話（日本放送：第10話）『Field Trip』（邦題：『ロキと霜の巨人』 に台詞無しで登場[36]。
- 『 アベンジャーズ・アッセンブル』、『ハルク: スマッシュ・ヒーローズ』シーズン2 第46話『Days of Future Smash: Smashgard』（邦題：『未来へのスマッシュ パート2 スマッシュガルド』）、『ガーディアンズ・オブ・ギャラクシー』：フランク・ウェルカーが声をあてた[36]。
- 『マーベル フューチャー・アベンジャーズ』：第19話『Can You Believe in Loki』（邦題：『ロキを信じるのか!?』）に登場。フレッド・タタショアが声をあて、佐々木敏が日本語吹替を担当した[36]。